# NGC 6200
NGC 6200 ist ein offener Sternhaufen im Sternbild Altar. Er wurde am 1. Juli 1834 von John Herschel mit einem 18-Zoll-Spiegelteleskop entdeckt, der dabei „a great space full of milky way stars, so thickly sown as to merit being called a cluster“ notierte.